# Jason Lively
Ronald Jason Lively (condado de Carroll, Georgia, 12 de marzo de 1968), más conocido como Jason Lively, es un exactor estadounidense.

## Primeros años
Ronald Jason Lively es el hijo de la cazatalentos Elaine (nacida McAlpin) y su primer marido, Ronald Otis «Ronnie» Lively. Es el hijastro de Ernie Lively, hermano de las actrices Lori Lively y Robyn Lively, y medio hermano del actor Eric Lively y de la actriz Blake Lively.

## Carrera
Lively empezó su carrera en un episodio piloto de The Dukes of Hazzard cuando tenía diez años. Su primera aparición en una película fue cuatro años más tarde en Brainstorm. Ese mismo año, apareció por segunda vez en The Dukes of Hazzard. Sus papeles más reconocidos son el de Rusty Griswold en National Lampoon's European Vacation y Chris en El terror llama a su puerta. Después de eso, apareció en las películas Hollywood Monster y Maximum Force. En 1993, apareció en el videojuego Return to Zork, junto con sus hermanas, Robyn Lively y Lori Lively.

## Más allá de la actuación
Lively trabaja en una compañía de ordenadores y es el copropietario y operador de Jimmy Crack Corn, un negocio de móviles.